# Ali Ahmadzadeh
Seyed Ali Ahmadzadeh (Persiano: سید علی احمد زاده ; Shahrestān di Gachsaran, 11 settembre 1964) è un avvocato iraniano Governatore generale della provincia di Kohgiluyeh e Buyer Ahmad durante il governo di Ebrahim Raisi.
Ha lavorato come vice governatore generale della provincia di Qom durante il governo di Mahmoud Ahmadinejad ed è stato governatore della città dello Shahrestān di Gachsaran durante il governo di Hashemi Rafsanjani.